# Alma de mestre

Uma alma de mestre é, nas tradições dos pescadores e marinheiros de Portugal, a alma de um mestre ou capitão de um navio que se perdeu em naufrágio.
A crença deve-se aos pios sentidos de certas aves, por antonomásia o Hydrobates pelagicus, que os marinheiros crêem serem os lamentos das almas dos mestres e capitães e que "andam naquele fadário de pios, enquanto seu corpo não chega a terra, e não obtêm sepultura cristã."

## Abonações literárias
As alusões a esta ave têm alguma expressividade na literatura portuguesa, enquanto símbolo da tradição marítima e como memorial simbólico da fragilidade humana às mercê dos caprichos do mar. A título de exemplo: 
| “ | … e então o piloto, que seguia atento, no galeão silencioso, a viagem das estrelas dizia: «De joelhos, companheiros, é a alma-de-mestre que passa!» E todos, de joelhos, rezavam tristemente, na noite, pela alma dos pilotos mortos na viagem das Índias! | ” |

- Eça de Queirós, in  «Prosas Bárbaras» (1903)

## Influências mitológicas
Júlia Tomás, no seu «Ensaio sobre o Imaginário Marítimo dos Portugueses», propõe uma ligação entre este mito português e o mito grego, exarado nas Metamorfoses de Ovídio, de Ceix e Alcíone, um casal de apaixonados, que se viu apartado pelos desmandos do mar. Ceix, marinheiro, a pospêlo dos rogos da esposa, Alcíone, parte numa viagem marítima, que termina em tragédia, vitimando-o num naufrágio, durante uma violenta tempestade. 
Alcíone, cumprindo o arquétipo de saudosa esposa de marinheiro, espera-o, em vão, todos os dias junto à praia, até que certo dia dá com o seu cadáver a boiar ao capricho das ondas. Galgando sobre as águas, para alcançar o corpo do marido, Alcíone dá por si convertida em ave. Os deuses, comovidos com o infortúnio dos amantes, transformaram-na em ave marinha, bem como a Ceys, a quem restituiram a vida.